# HRT 1
HRT 1 eller HTV 1, akronym för Prvi program Hrvatske televizije (Kroatiska televisionens första program), är en TV-kanal som sänds av den Kroatiska Radiotelevisionen i Kroatien. TV-kanalen lanserades år 1956 och är den äldsta TV-kanalen i Kroatien. Den har ett blandat utbud från bland annat genrerna dokumentär, historia, utbildning, nyheter, komediserier, filmer, pratshower och spelprogram.  